# Kajetanów (Puławy)
Pour les articles homonymes, voir Kajetanów.
Kajetanów (prononciation [kajɛˈtanuf]) est un village de la gmina de Puławy du powiat de Puławy dans la voïvodie de Lublin, situé dans l'est de la Pologne.
Il se situe à environ 7 kilomètres à l'ouest de Puławy (siège de la gmina et du powiat) et 53 kilomètres au nord-ouest de Lublin (capitale de la voïvodie).

## Histoire
De 1975 à 1998, le village est attaché administrativement à l'ancienne voïvodie de Lublin.

Depuis 1999, il fait partie de la nouvelle voïvodie de Lublin.